# دن فریدکین
دن فریدکین (انگلیسی: Dan Friedkin؛ زادهٔ ۲۷ فوریهٔ ۱۹۶۵) سرمایه‌گذار، تهیه‌کننده فیلم، مدیر عامل اجرایی فریدکین گروپ و مدیر عامل اجرایی شرکت گالف استیتس تویوتا و همچنین مالک و رئیس باشگاه فوتبال آ.اس. رم و باشگاه فوتبال اورتون  است. 
از فیلم‌ها یا مجموعه‌های تلویزیونی که وی در آن‌ها نقش داشته‌است، می‌توان به پرنده سیاه، مول (فیلم ۲۰۱۸) و تمام پول‌های جهان اشاره نمود.